# Roodwangmalkoha
De roodwangmalkoha (Phaenicophaeus pyrrhocephalus) is een koekoekssoort uit het geslacht Phaenicophaeus. Het is een endemische vogelsoort van Sri Lanka.

## Beschrijving
De Roodwangmalkoha is 46 cm lang, inclusief de lange staart. De vogel heeft een donkergroene rug en de bovenkant van de staart is ook groen met witte randen. De buik en onderstaartdekveren zijn wit, met donkere strepen op de onderstaart. Rondom het oog, op de 'wangen" is een rode vlek en de snavel is groen.

## Verspreiding en leefgebied

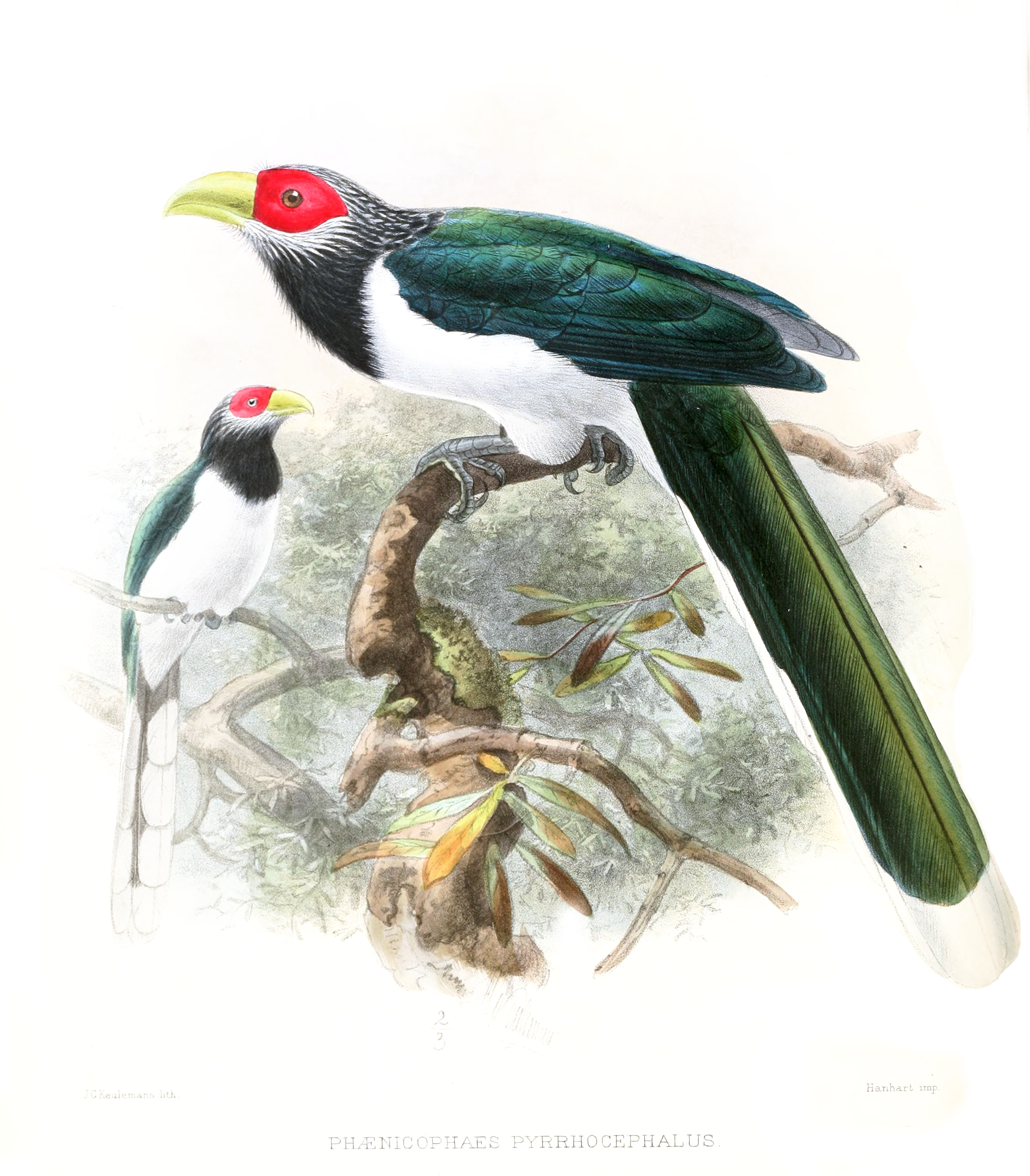
Prent van de Roodwangmalkoha	uit A History of the Birds of Ceylon. Volume 1, gemaakt door John Gerrard Keulemans.

De roodwangmalkoha komt voor in het vochtige zuidwestelijk deel, het bergland en de aldaar gelegen wouden van Sri Lanka, zoals het Woudreservaat Sinharaja. Dit gebied is een biodiversiteitshotspot en staat op de lijst van werelderfgoederen van de UNESCO.

## Status
De roodwangmalkoha had een veel groter verspreidingsgebied, hoewel waarnemingen uit de negentiende eeuw uit Zuid-India nu betwijfeld worden. Het leefgebied bestaat uit regenwoud met grote hoge bomen, maar ook met een rijke ondergroei. Dit leefgebied is door ontbossingen en hergebruik van het land zwaar aangetast zodat de vogel alleen nog voorkomt in beschermde bosreservaten. De totale populatie bedraagt 3500 tot 15000 exemplaren, maar mogelijk is deze schatting te optimistisch en zijn er in 2012 niet meer dan een paar honderd. Daarom staat de roodwangmalkoha als kwetsbaar op de Rode Lijst van de IUCN.